# Hafenbecken

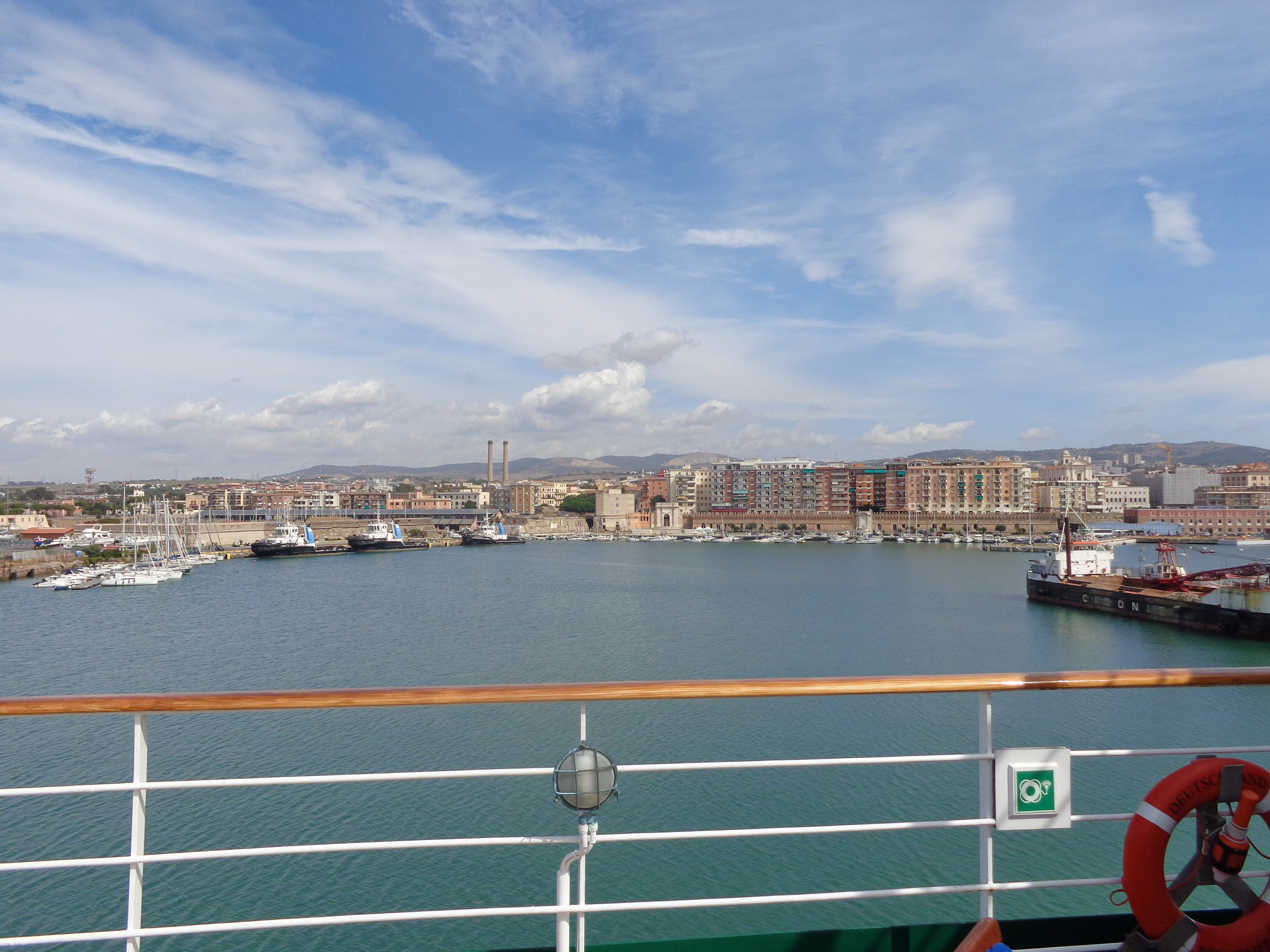
Hafenbecken in Civitavecchia

Ein Hafenbecken ist  der dem Anlegen und Festmachen sowie dem Be- und Entladen von Schiffen dienende Haupt-Wasserbereich eines Hafens, einschließlich der dieses Becken einfassenden Uferbefestigungen (zum Beispiel Kaimauern). Hafenbecken gehören zum wesentlichen Teil eines Hafens.
Im Unterschied zu anderen Wasserbereichen eines künstlich angelegten oder natürlich vorhandenen Hafens (Reede, Ein- und Ausfahrtzonen) bietet das Hafenbecken der Schifffahrt oft weitgehend strömungsfreie und somit ruhige, Stillgewässern ähnliche Bedingungen für sensible und sichere Schiffsbewegungen. Insbesondere in Küstenbereichen bieten oftmals nur Hafenbecken Sicherheit vor Unwettern. Die Wassertiefe im Hafenbecken (siehe auch Fahrwasser) schwankt bei Tidehäfen mit Ebbe und Flut. Bei Dockhäfen sind die Hafenbecken durch Schleusen oder Sperrwerke abgetrennt.